# Écluse de Villedubert
L'écluse de Villedubert est une écluse à chambre simple du canal du Midi. Construite vers 1674, elle se trouve à 113,4 km de Toulouse à 86 m d'altitude. Les écluses adjacentes sont l'écluse de Trèbes à l'est et l'écluse de l'Évêque, à l'ouest.
Elle est située sur la commune de Villedubert dans le département de l'Aude en région Occitanie.